# Shetou
Shetou (chinesisch 社頭鄉, Pinyin Shètóu xiāng, taiwanisch: Siā-thâu-hiong) ist eine Landgemeinde des Landkreises Changhua in der Republik China (Taiwan).

## Lage

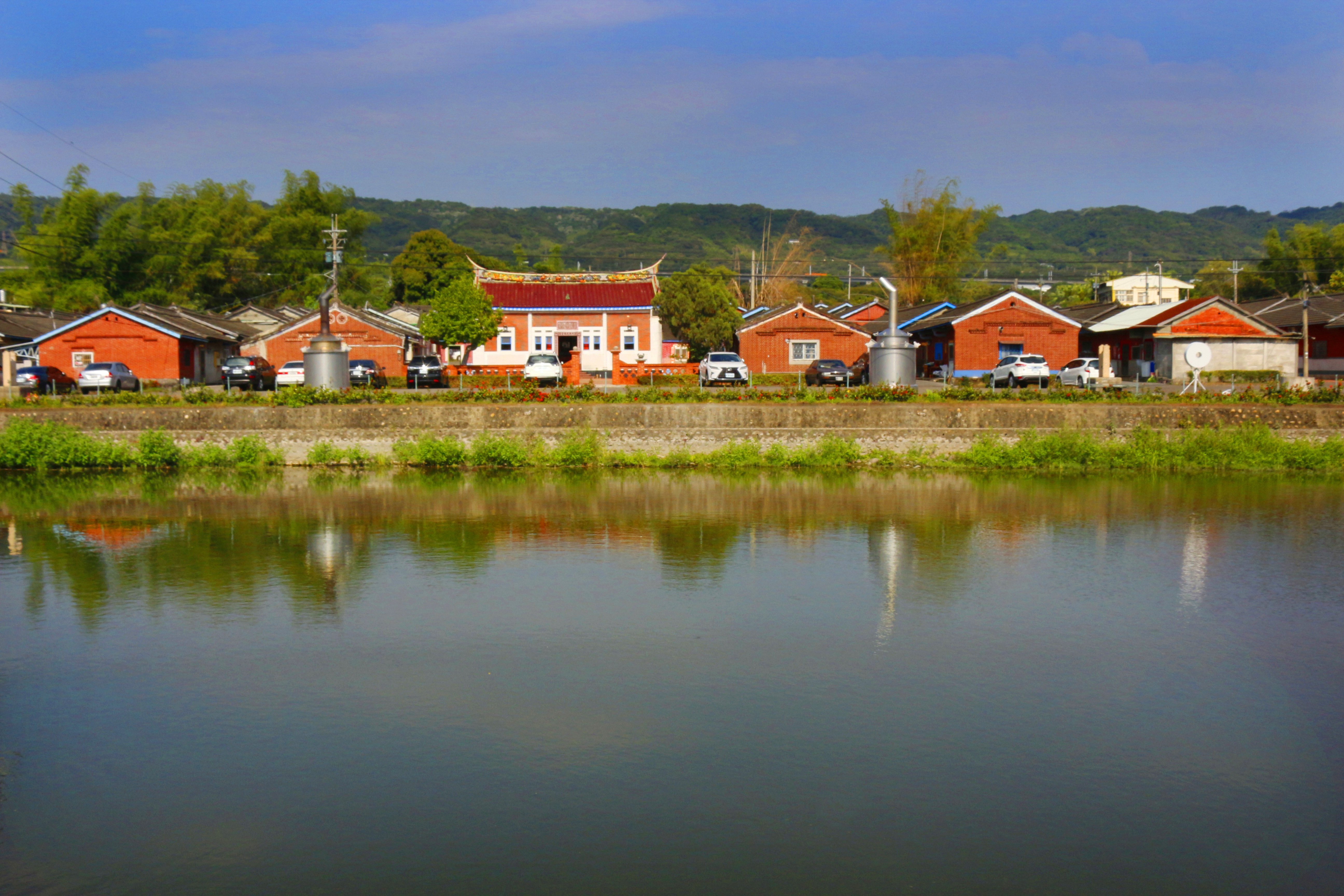
Teich und Häuser in Shetou

Shetou liegt am Rand der Changhua-Ebene im Osten des Landkreises Changhua. Es grenzt im Osten an das Bagua-Plateau im Landkreis Nantou (Stadt Nantou und Mingjian), im Süden an Tianzhong, im Westen an Tianwei und Yongjing sowie im Norden an Yuanlin.

## Geschichte

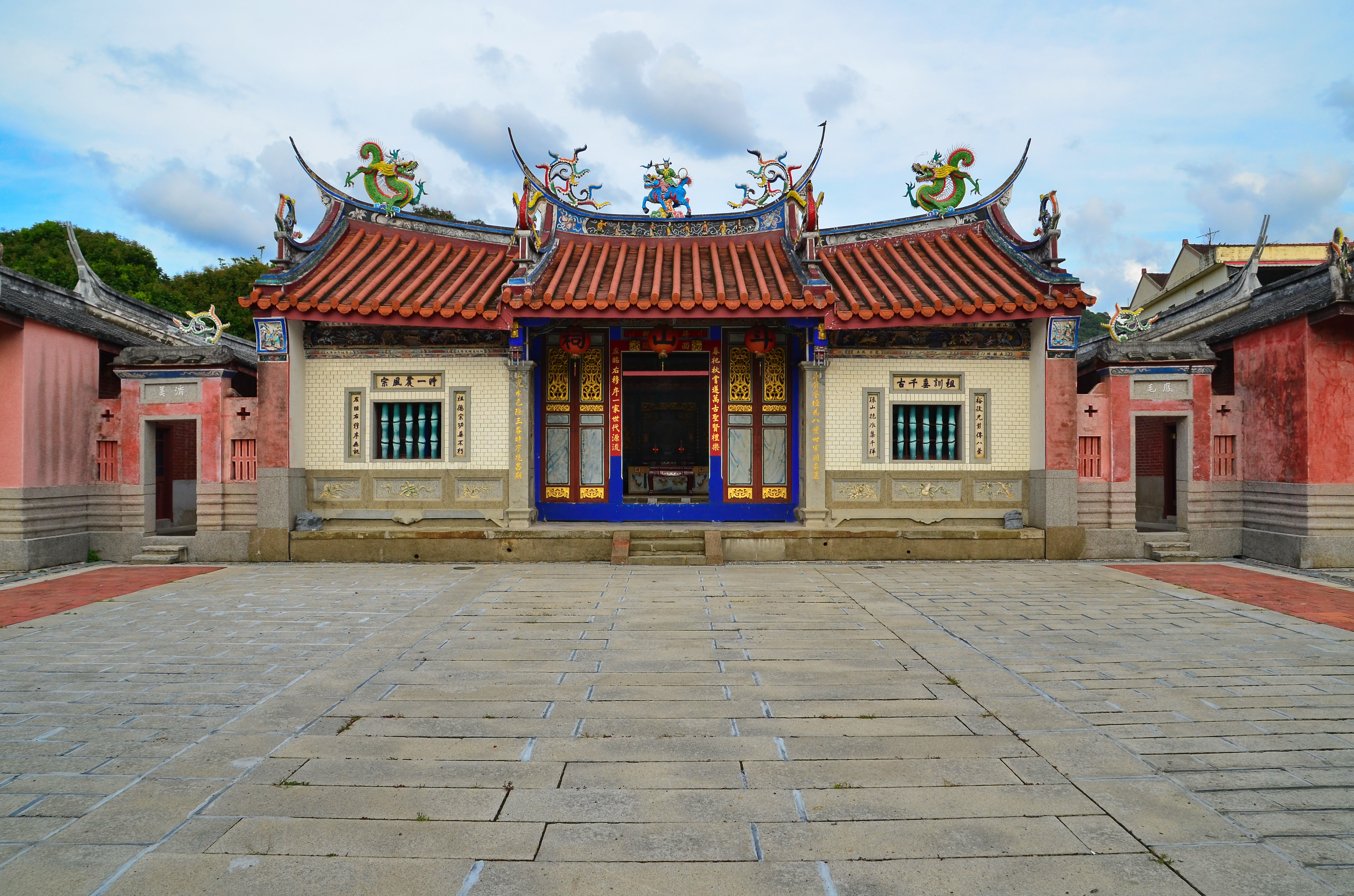
Ahnentempel der Familie Xiao aus dem Jahr 1880

Das Gebiet des heutigen Shetou war ursprünglich von taiwanischen Ureinwohnern vom Volk der Hoanya bewohnt, in deren Sprache der Ort Tavocul hieß. Ende des 17. Jahrhunderts begann die Einwanderung chinesischer Siedler. Diese hatten die Gewohnheit, Ureinwohnersiedlungen als she (社) zu bezeichnen. Der heutige Ortsname Shetou (社頭) lässt sich als „Erstes Dorf“ oder „Dorfoberhaupt“ übersetzen, weshalb vermutet wird, dass sich der Name auf ein Hauptdorf der Ureinwohner oder das Dorf eines Häuptlings bezog. Die Ureinwohner wurden von den Chinesen nach und nach verdrängt oder assimiliert, die letzten von ihnen zogen Anfang des 19. Jahrhunderts ins zentraltaiwanische Puli.
Die Einwanderer machten das Land urbar und legten Bewässerungskanäle an, die Landwirtschaft entwickelte sich. Zur Zeit der japanischen Herrschaft über Taiwan wurde das Gebiet im Jahr 1920 erstmals zur Gemeinde Shetou zusammengefasst. 1950 erfolgte die Eingliederung in den neuen Landkreis Changhua.

## Verkehr und Wirtschaft

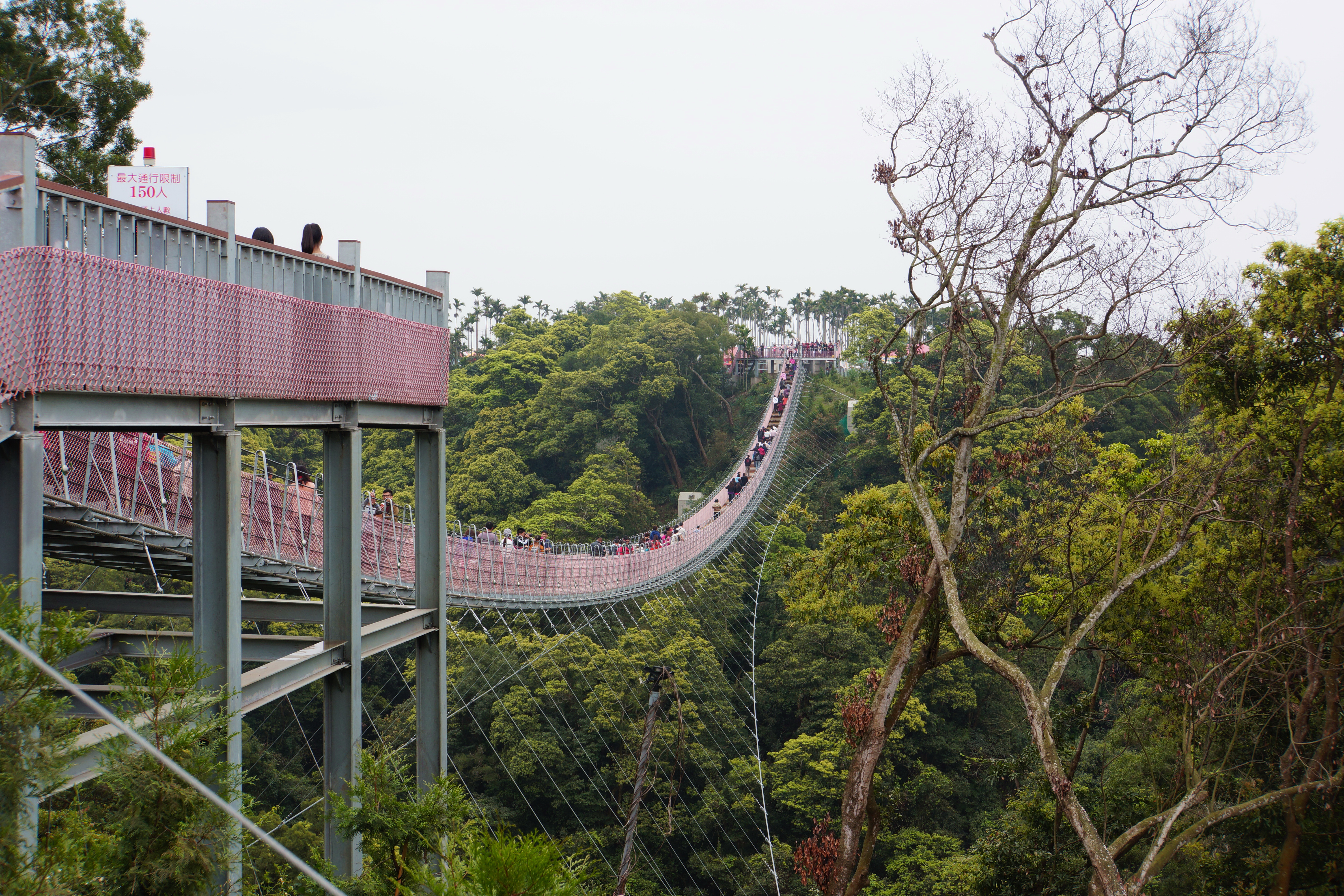
Die Fußgängerhängebrücke bei Houtanjing

Shetou ist mit seinem Bahnhof an die Westliche Hauptlinie der Taiwanischen Eisenbahn TR angebunden. Der Bahnhof Changhua der Taiwan High Speed Rail THSR, deren Trasse durch Shetou führt, befindet sich südlich im benachbarten Tianzhong. Wichtigste Straßen sind die Kreisstraßen 137 und 141, die beide parallel zueinander die Gemeinde von Nord nach Süd durchqueren.
Shetou ist eine stark landwirtschaftlich geprägte Gemeinde. Neben Reis (Nassreisanbau) umfassen die wichtigsten Produkte Guaven, Litschi, Longan, Ananas und Pampelmusen.
Nach dem Zweiten Weltkrieg siedelte sich Textilindustrie an. Berühmt sind die Shetouer Socken; 2018 sollen vier von fünf in Taiwan produzierten Socken aus Shetou gekommen sein.

## Kultur und Sehenswürdigkeiten

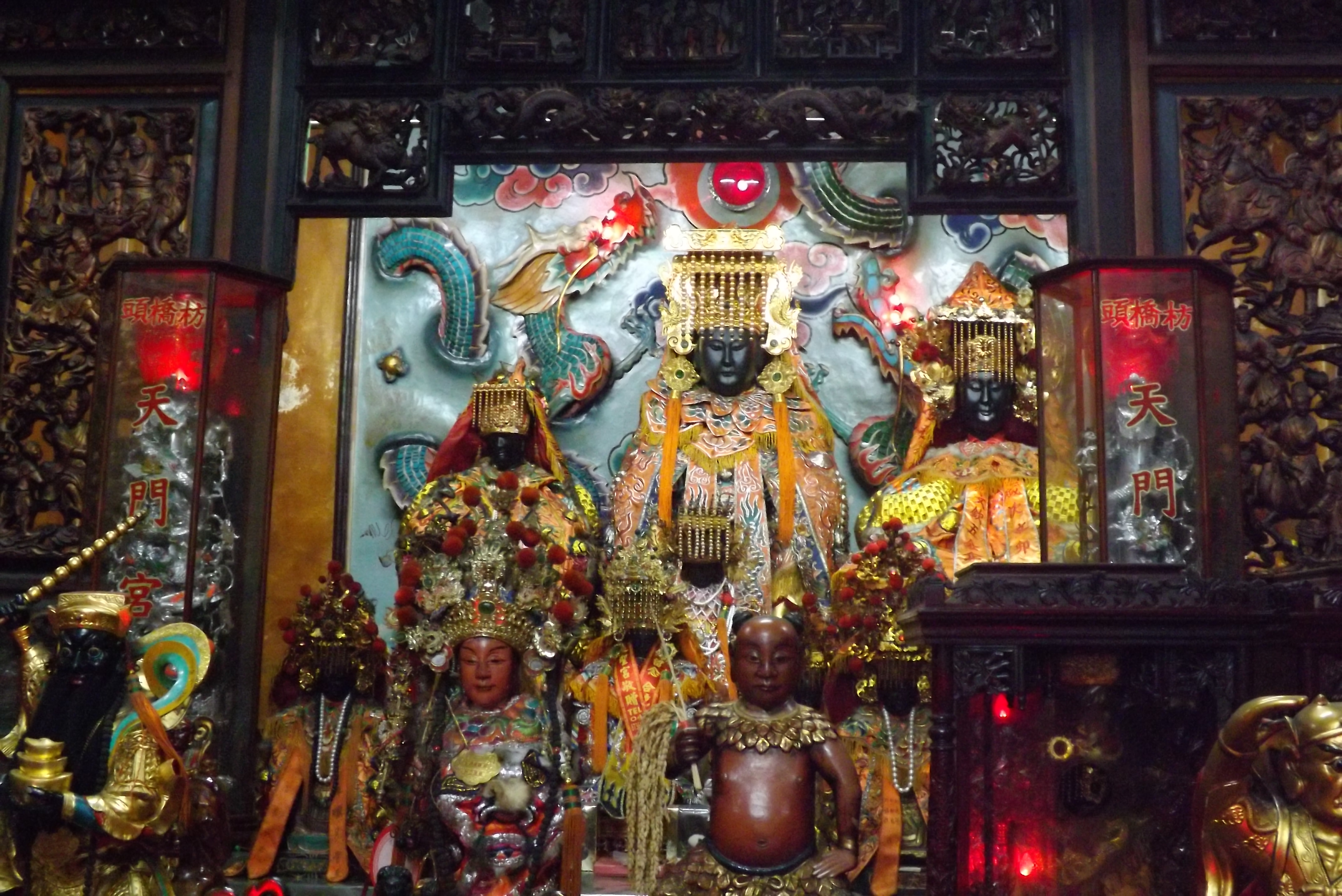
Altar im Tianmen Gong

Der Qingshui Yan

In Shetou gibt es einige daoistische und buddhistische Tempel. Ein bedeutendes religiöses und gesellschaftliches Zentrum ist der Mazu-Tempel Fangqiaotou Tianmen Gong (枋橋頭天門宮) im Dorf Fangqiaotou, dessen Geschichte bis ins 18. Jahrhundert zurückreicht. Das Heiligtum hat zwei Schwestertempel in benachbarten Dörfern, die ebenfalls Tianmen Gong heißen.
Einer der ältesten Tempel ist der buddhistische Qingshui Yan (清水巖) aus dem Jahr 1728, der für seine landschaftlich reizvolle Lage in den Hügeln am Ostrand Shetous bekannt ist. Die durch Wanderwege erschlossenen Hügel sind ein beliebtes Ausflugsziel. Etwas weiter nördlich kommt man nach Houtanjing (猴探井), wo eine Fußgängerhängebrücke über ein Tal nach Nantou führt. Von einem Aussichtsturm aus kann man bei gutem Wetter die Changhua-Ebene im Westen überblicken.